# Цикенюк Юрій Вікторович
Цикеню́к Ю́рій Ві́кторович — полковник служби цивільного захисту.
Станом на 2009 рік капітан Юрій Цикенюк в складі групи провадив розмінування поблизу села Ровжі Вишгородського району, де знайшли потужну 250-кг бомбу, що пролежала у землі з 1941-го.
В 2011 році майор Цикенюк — заступник начальника частини, 1-й Спеціальний регіональний центр швидкого реагування, Київ, група піротехнічних робіт.

## Нагороди
- орден За мужність ІІІ ступеня (22.1.2015).